# Marcos Cavalo
Marco Antônio da Silva Vaz, mais conhecido como Marcos Cavalo (Rio de Janeiro, 16 de junho de 1949 - Florianópolis, 2 de dezembro de 2022) foi um futebolista brasileiro. Atleta profissional, atuou como atacante ponta direita em diversos clubes do país. No Figueirense-SC, foi campeão catarinense em 1974, vice-campeão em 1975 e técnico interino do clube. Campeão pelo São Paulo-SP no Campeonato Brasileiro de Futebol de 1977. Cavalo levantou o caneco com o América de Joinville-SC em 1971, e em 1968, com o Comerciário-SC (Criciúma). Ao longo da carreira, também vestiu a camisa do Grêmio-RS, Coritiba-PR e Paysandu-SC. Filho do professor e coreógrafo do Theatro Municipal do Rio de Janeiro, Reginaldo Vaz e da radialista e cantora, Celia Mara. Antes de morrer, trabalhava no serviço de saúde do estado de Santa Catarina. Ele vinha se submetendo a sessões de quimioterapia. O carioca era irmão de Júlio César e pai de três filhos.